# 贝尔讷姆
贝尔讷姆（荷蘭語：Beernem，荷蘭語發音：[ˈbeːrnəm] ⓘ）是比利时弗拉芒大區西佛兰德省布魯日區的一个市镇，东与东佛兰德省接壤，通行荷蘭語，是弗拉芒社群的一部分，面积72.42平方千米，人口15,687人（2018年1月1日）。